# Antonio Pizzuto
Antonio Pizzuto (Palermo, 14 maggio 1893 – Roma, 23 novembre 1976) è stato uno scrittore e traduttore italiano.

## Biografia
Antonio (anagraficamente Antonino) Pizzuto nasce in una famiglia agiata e dotta, formata dal padre Giovanni, avvocato e proprietario terriero, e dalla madre Maria, poetessa. Il suo percorso di studi inizia nella scuola Vittorino da Feltre e prosegue nel ginnasio Meli e nel liceo Vittorio Emanuele II, dove ha l'occasione di conoscere Salvatore Spinelli. Nel 1915 si laurea in Giurisprudenza e nel 1918 è arruolato, con il grado di Vicecommissario, nella Polizia di Stato. Nel 1922 consegue la laurea in Filosofia, con una tesi sullo scetticismo di Hume, ispirata al 'fenomenismo' di Cosmo Guastella.
Nel 1930 viene chiamato a Roma, al Ministero dell'Interno, con incarichi nella Polizia Internazionale  (la futura Interpol) che lo portano in vari paesi europei (Austria, Francia, Inghilterra, Germania, Danimarca, Romania) e negli Stati Uniti Rappresenta la polizia italiana ai funerali di Reinhard Heydrich; in quell'occasione gli viene fatto visitare il campo di concentramento di Oranienburg. Nel dopoguerra, è vicequestore di Trento, questore di Bolzano e di Arezzo  Nel 1950 va in pensione, stabilendo la propria residenza a Roma.
Traduttore dal greco e latino, Pizzuto è stato anche un profondo conoscitore della lingua inglese, francese e tedesca, da cui ha tradotto un'opera di Kant. Si è dedicato anche alla stesura di molti romanzi e ad alcune traduzioni. Inizia la sua carriera di narratore nel 1912, quando pubblica la novella Rosalia. Nel 1938, con lo pseudonimo di Heis, pubblica il suo primo romanzo, l'autobiografico Sul ponte di Avignone. La sua vera nascita come scrittore arriva solo dopo la pensione, con la stesura delle Memorie di un questore e del romanzo Così, e con le collaborazioni al periodico Polizia Moderna, per il quale scrive racconti e saggi, e con la rivista filosofica Sophia dove pubblica recensioni e traduzioni. Nel 1959 ripubblica Signorina Rosina (già apparso, per l'editore Macchia, nel 1956) grazie all'appoggio di Romano Bilenchi e Mario Luzi.
I suoi scritti sono ricchi di citazioni colte e di novità lessicali e si liberano progressivamente dalle regole temporali, sintattiche e grammaticali che caratterizzano la documentazione storica. Riproduce anche il flusso di coscienza, già impiegato da tanti scrittori del Novecento. La sua opera è stata apprezzata, tra gli altri, dal filologo e critico Gianfranco Contini, al quale fu legato da una profonda amicizia.

## Opere principali
- Sul ponte di Avignone (1938)
- Signorina Rosina (1956, 1959)
- Si riparano bambole (1960)
- Ravenna (1962)
- Il triciclo (1962)
- Paginette (1964)
- Sinfonia (1966)
- Natalizia (1966)
- La bicicletta (1966)
- Vezzolanica (1967)
- Nuove paginette (1967)
- Testamento (1969)
- Pagelle I (1973)
- Pagelle II (1975)
- Giunte e virgole (1975) prima pagella eponima
- Ultime e penultime (postuma), 1978
- Giunte e virgole  (postuma), 1996, opera completa
- Rapin e Rapier (postuma), 1998
- Così (postuma), 1998
- Spegnere le caldaie (postuma), 1999
- Narrare (postuma), 1999
- Sinfonia 1923 (postuma), 2005
- Giunte e Caldaie (postuma), 2008
- Sinfonia (1927) (postuma), 2009
- Sullo scetticismo di Hume (postuma), 2020